# Heskin
Pour les articles homonymes, voir Heskin (homonymie).
Heskin est un village et une paroisse civile anglaise située dans le comté du Lancashire. En 2001, sa population était de 883 habitants.

## Patrimoine
- Heskin Hall, manoir situé à Heskin.

## Source de la traduction
- (en) Cet article est partiellement ou en totalité issu de l’article de Wikipédia en anglais intitulé « Heskin » (voir la liste des auteurs).